# Parménide
Pour les articles homonymes, voir Parménide (homonymie).
Parménide d'Élée (en grec ancien : Παρμενίδης / Parmenídês) est un philosophe grec présocratique, pythagoricien, puis éléate, né à Élée à la fin du VIe siècle av. J.-C. et mort au milieu du Ve siècle av. J.-C.. Il est célèbre pour un poème en vers, De la nature, qui exerça une influence notable sur la pensée de son époque. Ses découvertes intellectuelles, en particulier l'introduction de la logique dans la pensée hellénique, à côté de la philosophie milésienne de la nature et des théories arithmétiques de Pythagore, font de Parménide l'un des philosophes les plus considérables dans l'histoire de la philosophie grecque. Platon a consacré un dialogue qui porte son nom, le Parménide, pour traiter la question de l'Être, dont Parménide a inlassablement répété qu'il est, tandis que le Non-Être n'est pas.

## Biographie
Les dates de naissance et de mort de Parménide ne sont pas connues avec exactitude. Il est né à Élée à la fin du VIe siècle av. J.-C. et meurt au milieu du Ve siècle av. J.-C. Il aurait eu 65 ans quand il est venu à Athènes, où il aurait rencontré le jeune Socrate, peut-être âgé de moins de 20 ans, ce qui situerait sa naissance vers 520 / 510 si l'on place le dialogue platonicien vers 450 / 448. Selon le Parménide de Platon, Parménide est un « vieillard honorable ». Selon Synésios, Socrate aurait eu 25 ans à ce moment, ce qui placerait la naissance de Parménide vers 510 av. J.-C. Ces données sont peu sûres ; selon Diogène Laërce, son acmé se situe dans la 69e Olympiade (504 - 500 av. J.-C.), mais d'autres sources la placent dans la 79e. Ainsi, Parménide est-il placé soit avec Héraclite et Empédocle d'Agrigente, soit avec Démocrite, Gorgias ou encore Prodicos de Céos.

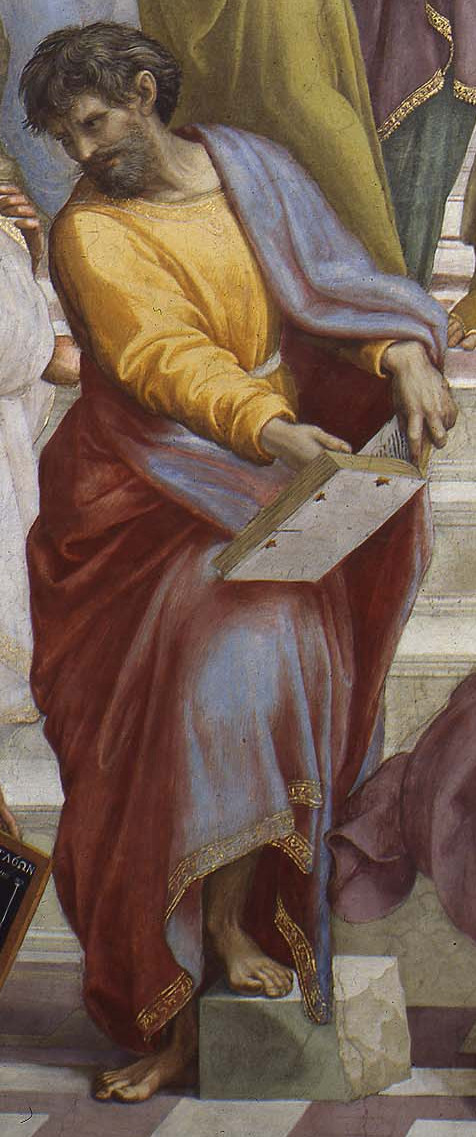
Parménide. Détail de L'École d'Athènes de Raphaël.

Parménide était le fils de Pyrès (ou Pyrrhès). Il est issu d'une famille riche et puissante. Théophraste déclare dans Opinions des Philosophes que Parménide est disciple d'Anaximandre, et qu'il est le premier à nommer « Monde » l'« Univers ». Proclos dans ses Commentaires sur le Parménide le dit pythagoricien, et sa manière de vivre était considérée comme pythagoricienne. Il se lia d'abord avec les pythagoriciens : c'est Ameinias (el) qui le poussa à la vie philosophique,. Aristote est plus réservé sur la question, mais Parménide se rattache à Xénophane, dont il devient le disciple, selon Clément d'Alexandrie et Sextus Empiricus. Il reste que Parménide et Xénophane ont tous deux vécu à Élée, et que l'on peut supposer qu'ils se connaissaient. Ainsi, quant aux influences philosophiques de Parménide, il semble possible d'affirmer que, comme Empédocle, il suivit la vie pythagoricienne sans en adopter les idées, et qu'il suivit Xénophane sur ce point. Il aurait fondé une école comparable aux écoles pythagoriciennes. Il aurait été également disciple d'Anaximène selon Suidas, mais ce renseignement semble dû à une erreur de texte. Il eut pour successeurs Empédocle et Zénon d'Élée. Il fut peut-être législateur dans sa ville natale ; les Éléates devaient chaque année jurer de nouveau obéissance aux lois. Il nous reste des fragments de son poème De la Nature, dont la première partie traite de la vérité et la seconde de l'opinion.

## Doctrine
Parménide a écrit en vers un traité De la nature (en grec ancien : Περί Φύσεως, « Peri Physeos ») dont il nous reste 152 vers (répartis sur 18 fragments) auxquels s'ajoute un groupe de 6 vers issus d'une traduction latine du texte de Parménide par Cælius Aurelianus (Ve siècle ap. J.-C.). Selon l'encyclopédie grecque, Souda, Parménide aurait également écrit des œuvres en prose, mais ce point est controversé.
Parménide divisait la connaissance en deux parties, deux chemins de pensée, nettement opposées, la vérité (ἀλήθεια, alètheia) et l'opinion (δόξα, doxa)). Cette division est pour lui absolue :
« Χρεὼ δέ σε πάντα πυθέσθαι
ἠμέν Ἀληθείης εὐκυκλέος ἀτρεμὲς ἦτορ
ἠδὲ βροτῶν δόξας, ταῖς οὐκ ἔνι πίστις ἀληθής. »
« Apprends donc toutes choses,
Et aussi bien le cœur inébranlable de la Vérité à l'orbe pur,
Que les opinions des mortels, dans lesquelles
Il n'est rien qui soit vrai ni digne de crédit. »
Fragment 1, vers 28 à 30.
Parménide parle de la « force de la certitude », dans le fragment 8, 12, et dans le fragment cité par Diogène Laërce, il qualifie le cœur de la vérité d’« inébranlable », alors que l'opinion est dépourvue de pouvoir de conviction. Il oppose ainsi la logique à l'expérience (ἀλήθεια signifie « ce qui n'est pas caché », « ce qui est évident »; pour Parménide, la vérité se donne dans l'expérience et dans l'évidence; la logique ne fut formulée que bien plus tard par Aristote, et ce n'est que l'école anglo-saxonne qui interpréta la vérité comme une vérité logique) : la raison est selon lui le critère de la vérité. La pensée (il identifie âme et intellect), en suivant les règles de la logique, établit ainsi que l'être est, et qu'il faut lui prédiquer des attributs non-contradictoires : il est intelligible, non-créé et intemporel, il ne contient aucune altérité et est parfaitement continu. Si cette conception de l'être est de l'ordre de la pensée, Parménide le représente aussi comme une réalité physique, finie et sphérique. Cette doctrine fait de lui le penseur de l'Être par excellence, et tranche par sa froideur rationnelle avec les autres penseurs grecs, Empédocle d'Agrigente par exemple. La doctrine de Parménide ne donne cependant pas d'explications relatives aux origines des êtres.
Une étude comparative des textes anciens d'Héraclite et de Parménide par un naturaliste suggère que l'éon (ἐὸν) ne se réfère pas à l'être mais à un langage formel, un calcul, qui devrait remplacer le langage naturel.
Récemment, en 2016 et 2017, Maurice Sachot fait du Poème une lecture qui en renouvelle totalement l’interprétation,. D’après lui, Parménide y propose en pur « physicien » une théorie générale qui permette à la fois de sauvegarder et de concilier la permanence du monde et le changement non moins permanent de tout ce qui est, problème auquel se heurtaient ses devanciers et contemporains. Il expose dans la première partie du Poème les règles épistémiques auxquelles toute connaissance du réel doit se soumettre pour prétendre à quelque vérité. Ce qui fait de lui le fondateur de l’épistémologie. Dans la seconde partie, l’Éléate présente sa propre conception du monde (sa doxa), en proposant un modèle théorique d’interprétation, qu’il nomme diakosmos, « transmonde », et dont la métaphore clé est la reproduction sexuée. Ce qui fait également de lui le père de la science au sens moderne du mot.

### Physique

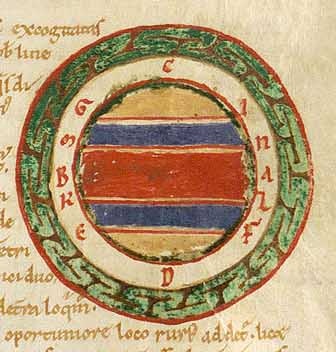
Les cinq zones climatiques, polaires en jaune, tempérées en bleu, torrides en rouge, dans un manuscrit du Songe de Scipion de Macrobe du XIIe siècle.

À la suite de ces déductions abstraites, il développe encore une physique nettement pythagoricienne.

### Astronomie
Il fut le premier à affirmer que la Terre est sphérique et située au centre de l'univers. Il divisait les choses en deux éléments : le feu et la terre ; il a également discuté les distances des astres entre eux et par rapport à la Terre. Selon Diogène Laërce, il devine que l'« étoile du matin » et l'« étoile du soir » ne font qu'une.
Selon Posidonios de Rhodes, il fut le premier à proposer la théorie des zones climatiques qui divise le globe terrestre en cinq zones, deux zones glacées donc inhabitables près des pôles, et une zone torride infranchissable à cheval sur l’Équateur, séparant les deux zones tempérées, les seules susceptibles d’être habitées :
« Une première question éminemment géographique, est celle qu'aborde Posidonios quand il suppose la sphéricité de la terre et du monde et qu'il admet comme une des conséquences légitimes de cette hypothèse la division de la terre en cinq zones. C'est à Parménide qu'il attribue la première idée de cette division en cinq zones ».

## Sens et sensation
Il y a, sur la sensation, de nombreuses opinions, qui peuvent se réduire à deux générales : les uns la font produire par le semblable, les autres par le contraire. Parménide, Empédocle et Platon sont au nombre des premiers ; Anaxagore soutient la seconde thèse. Selon Théophraste, Parménide dit que la connaissance a lieu suivant que ce soit l'âme ou la pensée qui l'emporte sur l'autre. Parménide dit que l’âme et l'esprit ne sont qu'une même chose, comme le rapporte Théophraste toujours. Enfin, Parménide distingue une double philosophie, l'une fondée sur la vérité, l'autre sur l'opinion. De là ce qu'il dit : « Il faut que vous connaissiez toutes choses : la simple vérité qui parle toujours sincèrement, et les opinions des hommes, sur lesquelles il n'y a point de fond à faire. » La pensée est meilleure et plus pure lorsque le chaud prédomine. De la proportion du chaud et du froid dépendent la mémoire et l'oubli. Le semblable est senti par le semblable le cadavre ne sent rien du fait de l'absence de chaleur. Théophraste dit encore que Parménide reconnaît l'infériorité des sens et l'opinion sur la pensée, ne fait pas encore de distinction entre sensation et raison.

## La physique de Parménide
Parménide n'a pas inventé sa physique, et il déclare lui-même qu'il expose des opinions qui ne sont pas les siennes. Il paraît suivre sur certains points Anaximandre et Anaximène ; mais c'est au pythagorisme qu'il a fait les emprunts les plus nombreux. La divinité qui gouverne le monde correspond au feu central des pythagoriciens ; Parménide conçoit, ainsi qu'ils l'avaient fait, l'univers comme sphérique et composé de zones concentriques ; c'est encore à leur exemple qu'il admet que la sphère intérieure et la sphère extérieure sont formées du même élément. L'opinion que tout résulte du mélange de deux éléments contraires lui vient, sans doute, des pythagoriciens. Ce n'est donc pas sans raison que certains auteurs anciens appellent Parménide un pythagoricien. Mais cela ne suffit pas pour nous autoriser à penser qu'il a, dans les détails de sa physique, suivi exactement les anciens pythagoriciens, et à chercher dans sa doctrine des renseignements sur la leur. Il n'est pas plus vraisemblable qu'il ait été exclusivement leur disciple. Si l'on n'a pu trouver de raison décisive pour prouver que Parménide n'a été qu'un physiologue, on ne saurait en invoquer aucune qui établisse avec quelque vraisemblance, contre la tradition, qu'il n'a pas été, avant tout, le disciple de Xénophane.

## Parménide et Gorgias
Le sophiste Gorgias a écrit un traité, Sur le non-étant, qui réfute le traité de Parménide Sur l'étant. Parménide dit que l'Étant est non engendré (fragment 8), Gorgias répond qu'il n'est ni engendré ni non engendré (§ 2), de sorte qu'il n'est ni être ni non-être, et donc pas étant ; Parménide écrit que « l'Étant est » (τ΄ἐὸν ἔμμεναι, fragment 6) et Gorgias, lui, « dit qu'il n'est rien » (Οὐκ εἶναί φησιν οὐδέν, § 1).

## Fragments rapportés
- Dans un fragment reconstitué du Théétète (180 e), et considéré par les exégètes comme désespéré[pas clair], Platon rapporte un élément qui, selon Luc Brisson et Michel Narcy, serait une évocation du Poème de Parménide et son école de pensée : « Immobile est pour le tout le mot Être », ou « Immobile est le nom où se parfait le Tout » (traduction d’Auguste Diès).

## Honneur
L'astéroïde (6039) Parménide porte son nom.

### Traductions et éditions
- (de) Hermann Diels et Walther Kranz, Die Fragmente der Vorsokratiker, 3 vol., 10e éd., Berlin, Weidmann, 1960-1961. Texte grec.
- Yves Battistini, Trois présocratiques : Héraclite, Parménide, Empédocle, Paris, Éditions Gallimard, coll. « Idées », 1968, 256 p., p. 99 à 139.
- Jean Voilquin, Les Penseurs grecs avant Socrate, de Thalès de Milet à Prodicos, présentation et choix d'extraits, Paris, Garnier Frères, 1964, rééd. GF-Flammarion. Vieilli.
- Jean-Paul Dumont (dir.), Daniel Delattre, Jean-Louis Poirier, Les Présocratiques, Paris, Gallimard, coll. Bibliothèque de la Pléiade, 1988.
- Jean-Paul Dumont, Les Écoles présocratiques, Paris, Gallimard, coll. « Folio Essais », 1991.
- Paul Tannery, Texte grec et traduction 1887 Lire en ligne. Parménide Texte grec et trad. en anglais par Burnet (1892) et en français par P. Tannery.
- Jean Beaufret, Parménide, Le Poème, coll. Épiméthée, PUF, Paris, 1955 (repris en Quadrige, PUF, Paris, 1996).
- Marcel Conche, Parménide. Le Poème, fragments, coll. Épiméthée, PUF, Paris, 1996.
- Barbara Cassin, Parménide, Sur la nature ou sur l'étant - La langue de l'être ?, Seuil, 1998 (édition bilingue).
- Parménides. Edición crítica de Agustín García Calvo y Luis Andrés Bredlow, Lucina, Zamora, 2018.

### Études
- Parménide le poème. Traduction et notes par Jean Paul Guastalla https://univ-lyon1.academia.edu/JeanPaulGuastalla
- (en) John Palmer, « Parmenides », dans Edward N. Zalta, The Stanford Encyclopedia of Philosophy, Metaphysics Research Lab, Stanford University, 2019 (lire en ligne).
- Paul Couderc, Histoire de l'astronomie, vol. 165, Paris, Presses universitaires de France, coll. « Que sais-je ? », 1966 (réimpr. 6e éd. 1974) (1re éd. 1945), 128 p.
- Pierre Destrée, « L'Être et la figure du Soleil : Note sur Parménide, D.K. B 8, v. 43 », Revue des Études grecques, t. 111, no 1,‎ janvier-juin 1998, p. 304-307 (lire en ligne, consulté le 27 mars 2020).
- Jean Beaufret, Le poème de Parménide, Paris, PUF, 1955.
- Jean Bollack, Parménide, de l'étant au monde, Lagrasse, Verdier poche, 2006.
- Nestor Luis Cordero, Les deux chemins de Parménide, Paris-Bruxelles, Vrin-Ousia, 1984.
- Nestor-Luis Cordero, « Révélation et rationalité aux origines de la pensée grecque », École pratique des hautes études, Section des sciences religieuses. Annuaire, t. 93,‎ 1984, p. 327-334 (lire en ligne)
- Lambros Couloubaritsis, Mythe et Philosophie chez Parménide, trad. en appendice, Bruxelles, Ousia, 1986.
- Lambros Couloubaritsis, La pensée de Parménide, troisième édition modifiée et augmentée de l'ouvrage précédent, Bruxelles, Ousia, 2009.
- Jean Frère, Parménide ou le souci du vrai. Ontologie, Théologie, Cosmologie, Paris, Kimé, 2012.
- Martin Heidegger, « Moira (Parménide, VIII, 34-41) », dans Essais et conférences, Paris, Gallimard, 1958.
- Martin Heidegger, Qu'appelle-t-on penser ?, Paris, PUF, 1959, collection « Épiméthée » (repris Paris, PUF, 2010, collection « Quadrige »).
- Martin Heidegger, Parménide, Paris, Gallimard, 2011.
- Peter Kingsley, Dans les antres de la sagesse. Études parménidiennes, Paris, Les Belles Lettres, collection « Vérité des Mythes », volume trente, 2007.
- Jean Lévêque, La Trilogie, Parménide, Héraclite, Gorgias, Paris, Osiris, 1994.
- Maurice Sachot, Le Poème de Parménide restauré et décrypté, Strasbourg, en ligne sur le site de l’Université de Strasbourg, 2016, 207 p., bibliographie, index.
- Maurice Sachot, Parménide d’Élée, fondateur de l’épistémologie et de la science. Commentaire analytique et synthétique du Poème, Strasbourg, en ligne sur le site de l’Université de Strasbourg, 2017, 119 p., bibliographie, index (présentation pour un public non hellénisant des résultats de la recherche exposée dans le volume précédent).
- Pierre Somville, Parménide d'Élée. Son temps et le nôtre, Paris, Vrin, « Bibliothèque d'histoire de la philosophie », 1976.
- Eduard Zeller, La philosophie des Grecs (1844-1852), vol. I et II, trad. Émile Boutroux, Paris, 1882. Lire en ligne le tome II sur Gallica.